# Guillaume Apollinaire
Guillaume Apollinaire (vlastním jménem Wilhelm Albert Wladimir Alexandre Apollinare de Kostrowitzky, 26. srpna 1880 Řím – 9. listopadu 1918 Paříž) byl francouzský básník, dramatik a anarchista polsko-italského původu.

## Život
Jeho matka, rozená Angelica Kostrowicka, byla polská šlechtična, narozená blízko Nowogródek (nyní v Bělorusku). Jeho otec byl Francesco Flugi d’Aspermont, švýcarsko-italský aristokrat a playboy, který oba své syny odvezl roku 1885 do Paříže.
Po roce bohémského života v Monaku se Guillaume s rodinou přestěhoval roku 1899 do Paříže. Nějaký čas strávil se svým bratrem Albertem v Liége, kde se naučil místní dialekt a prožil krátký milostný románek s Lindou Molina (1901). V témže roce se stal domácím učitelem dcery vikomtesy Milhau a spolu s ní se přestěhoval do Porýní. Navázal milostný poměr s anglickou guvernantkou dětí Annie Playden, který trval tři roky. Roku 1902 navštívil kolínský karneval, Berlín, Drážďany, Prahu, Vídeň a Mnichov.
Roku 1911 byl po nějakou dobu uvězněn ve věznici La Santé pro podezření z krádeže fénických sošek, v době aféry týkající se krádeže Mony Lisy. Do této krádeže měl být původně zapleten i Pablo Picasso, který byl jeho přítelem.
Bojoval v první světové válce, u dělostřelectva (45. baterie/38. pluk) jako seržant a u pěchoty (6. rota u 96. pěšího pluku) jako podporučík, kde byl raněn a trepanován pod chloroformem. Po rekonvalescenci působil v zázemí u odboru pro styk s tiskem a byl povýšen do hodnosti poručíka. Roku 1918 se oženil. Zemřel 9. listopadu 1918 v Paříži během pandemie na následky viru tzv. španělské chřipky. Byl pochován na pařížském hřbitově Père Lachaise.
Je zakladatelem několika časopisů (např. Ezopova hostina, Pařížské večery, Moderní literatura a Imoralistická revue). Byl jeden z nejpopulárnějších členů Montparnasské umělecké komunity v Paříži. Jeho přáteli a spolupracovníky byli Pablo Picasso, Max Jacob, André Salmon, Marie Laurencin, André Breton, André Derain, Blaise Cendrars, Pierre Reverdy, Jean Cocteau, Erik Satie, Ossip Zadkine, Marc Chagall, Marcel Duchamp, Giorgio de Chirico, který ho portrétoval, a další.

## Dílo
Je považován za jednoho ze zakladatelů moderní francouzské poezie. Ve svých dílech propagoval avantgardní malířství (působil i jako jeho kritik) – především kubismus.
Jeho básnické sbírky Alkoholy a Kaligramy se staly mezníkem ve vývoji francouzské poezie a vytyčily cestu modernímu umění, které vycházelo z nové skutečnosti a z nových životních pocitů na přelomu 19. a 20. století. Ve svých básních spojil tradici francouzských šansonů, německých romantických písní a okultní inspirace. Pojem krásy rozšířil i na moderní techniku, vrátil poezii její smysl pro tajemno, obohatil verše kultem každodenní krásy a estetického dynamismu. Na základě volné asociace představ, otevírající cestu surrealismu, vytvořil novou skutečnost, kde se hroutí dosavadní hranice světa možností a prolínají se jednotlivé druhy umění, přítomnost a minulost, sen a realita. Pomocí nového lyrismu své poezie usiloval zejména o zlidštění světa a jeho osvobození z konvencí. Jeho verše se staly strhující oslavou života a velikosti člověka.

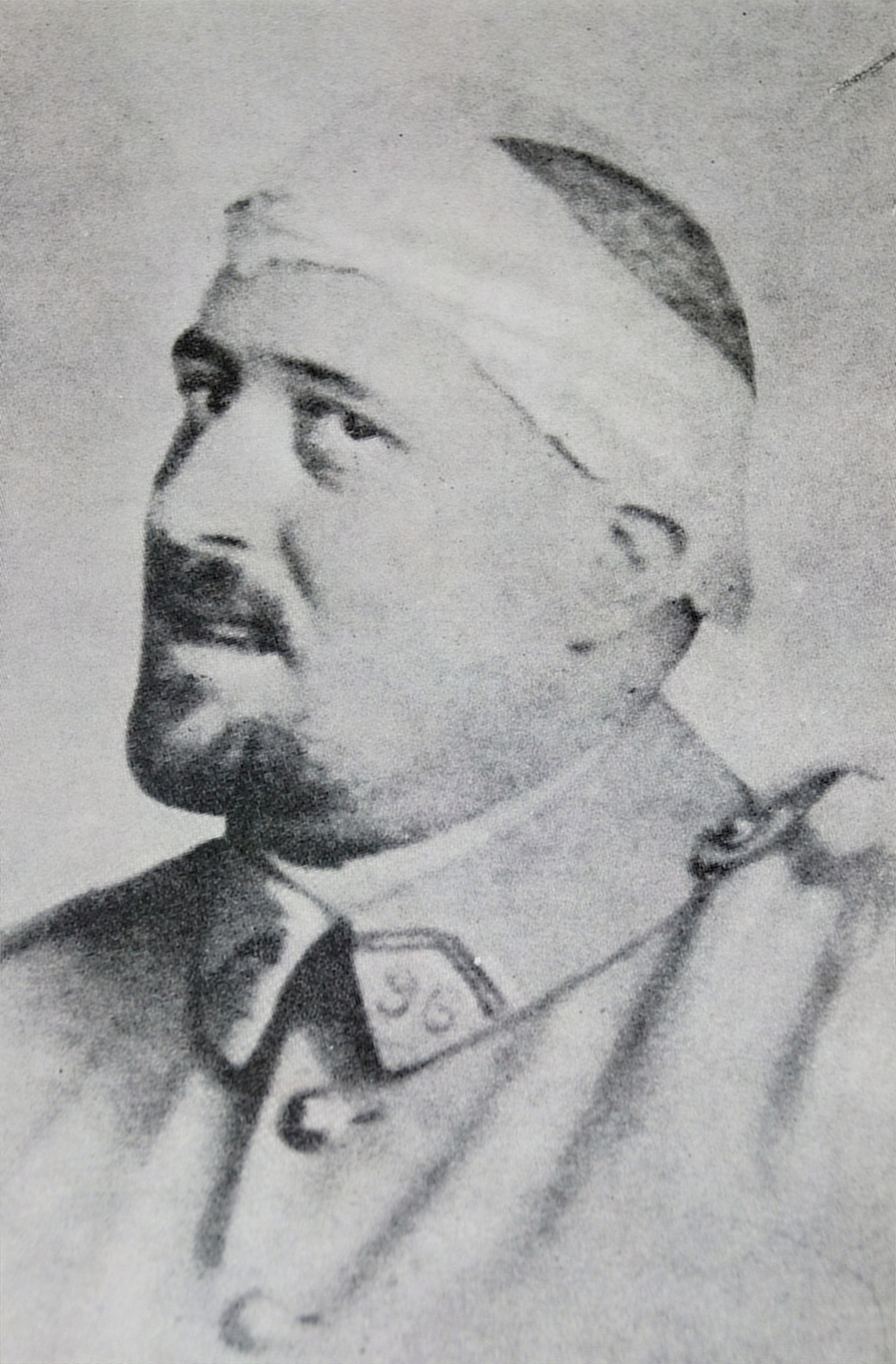
Guillaume Apollinaire jako zraněný voják (1916)

Dnešními literárními vědci jsou jeho básně označovány za kubofuturistické – spojují totiž prvky kubismu a futurismu: uvolnění struktury básně (nikoli však její úplné zrušení), odstranění interpunkce, dynamika, polytematičnost, spojování představ na základě asociací…
- Pásmo (1912). Rychlé přemisťování v čase a prostoru vystihuje dynamiku doby. Města splývají v jediné, verše jsou samostatné významové jednotky. Báseň má vypadat jako stránka novin, typické pro dílo jsou metafory. Toto dílo přeložil Karel Čapek (1919), ovlivnilo např.: J. Wolkera (Svatý kopeček), V. Nezvala (Edison), K. Biebla (Nový Ikaros)…
- Alkoholy (1913) – vyvrcholení jeho snahy o vytvoření nového básnického jazyka a vyjádření rytmu moderní doby. Dílo bylo zařazeno mezi 100 nejdůležitějších knih 20. století podle francouzského deníku Le Monde.

- Kaligramy (1918)
- Bestiář aneb Orfeův průvod
- Život zasvětit lásce
- Je
- Básně pro Lou
- Něžný jako vzpomínka
- Nalezené básně

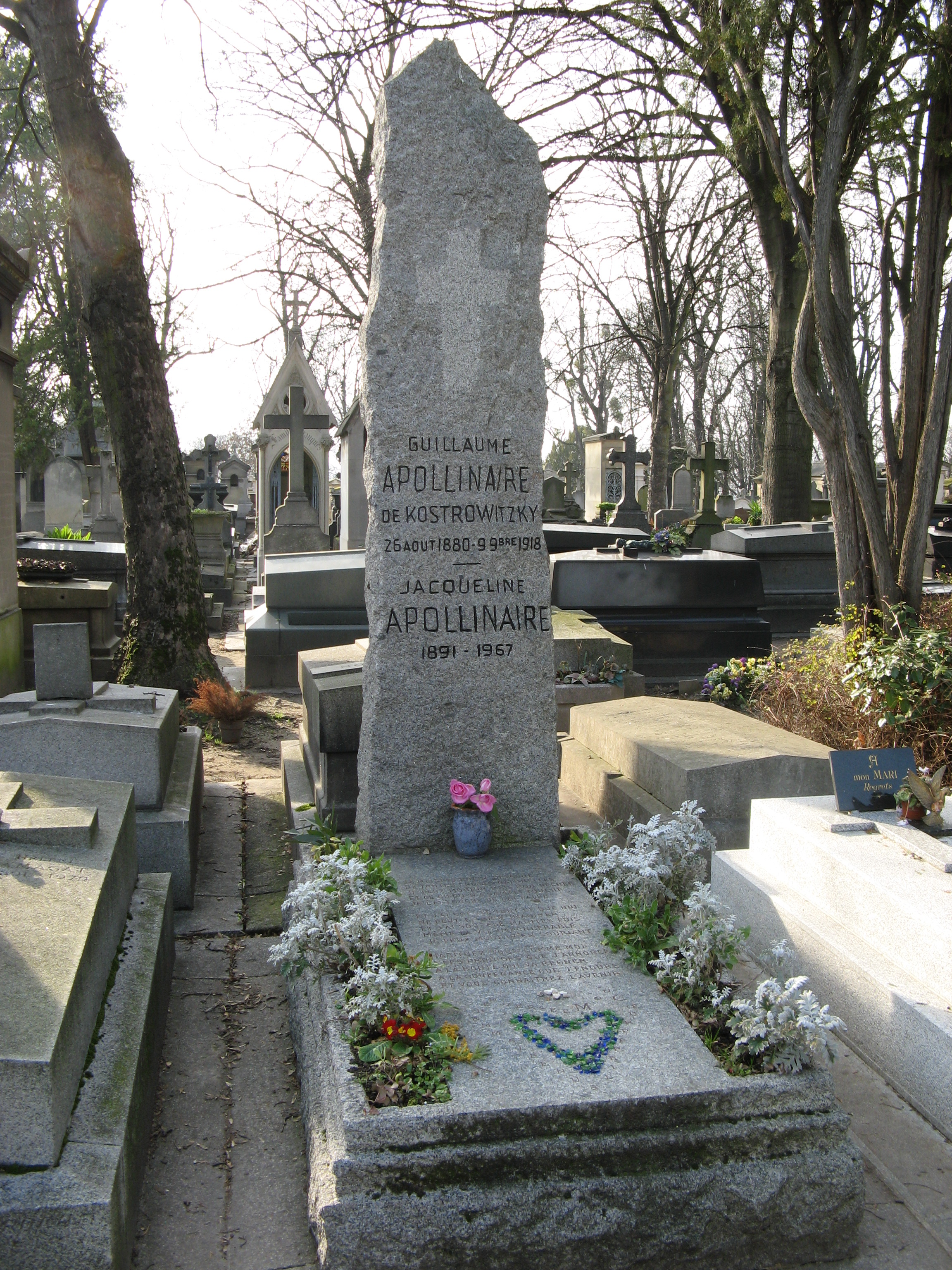
Guillaume Apollinaire (Père Lachaise)

- 11 tisíc prutů aneb rychtářovy lásky
- Hrdinské činy mladého donchuana
- Prsy Tiréziovy (1918) – zde se poprvé objevuje název surrealismus, dílo mělo podtitul surrealistické drama. Spíše než o drama jde o libreto nebo scénář pro divadelní hru. Autor zde totiž pomíjí všechny stavební prvky tradičního dramatu (děj, charaktery, dramatický konflikt) – toto dílo se stalo programovým dílem divadelní avantgardy a předchůdcem absurdního dramatu. Děj se odehrává v Zanzibaru (Afrika), hrdinka je feministka Terezie, která odmítá úděl matky, proto odhodí prsa a stává se mužem Tiréziem. Opuštěný manžel zplodí během dne více než 40 000 dětí.

Apollinaire velmi ovlivnil českou literaturu, jeho díla překládali mj. Karel Čapek, Jaroslav Seifert, Vladimír Holan, Vítězslav Nezval, a další.